# Ixora cuneata
Ixora cuneata är en måreväxtart som beskrevs av Alexander Hunter och Henry Nicholas Ridley. Ixora cuneata ingår i släktet Ixora och familjen måreväxter. Inga underarter finns listade i Catalogue of Life.